# Каптурник золотоголовий
Капту́рник золотоголовий (Thlypopsis sordida) — вид горобцеподібних птахів родини саякових (Thraupidae). Мешкає в Південній Америці.

## Опис

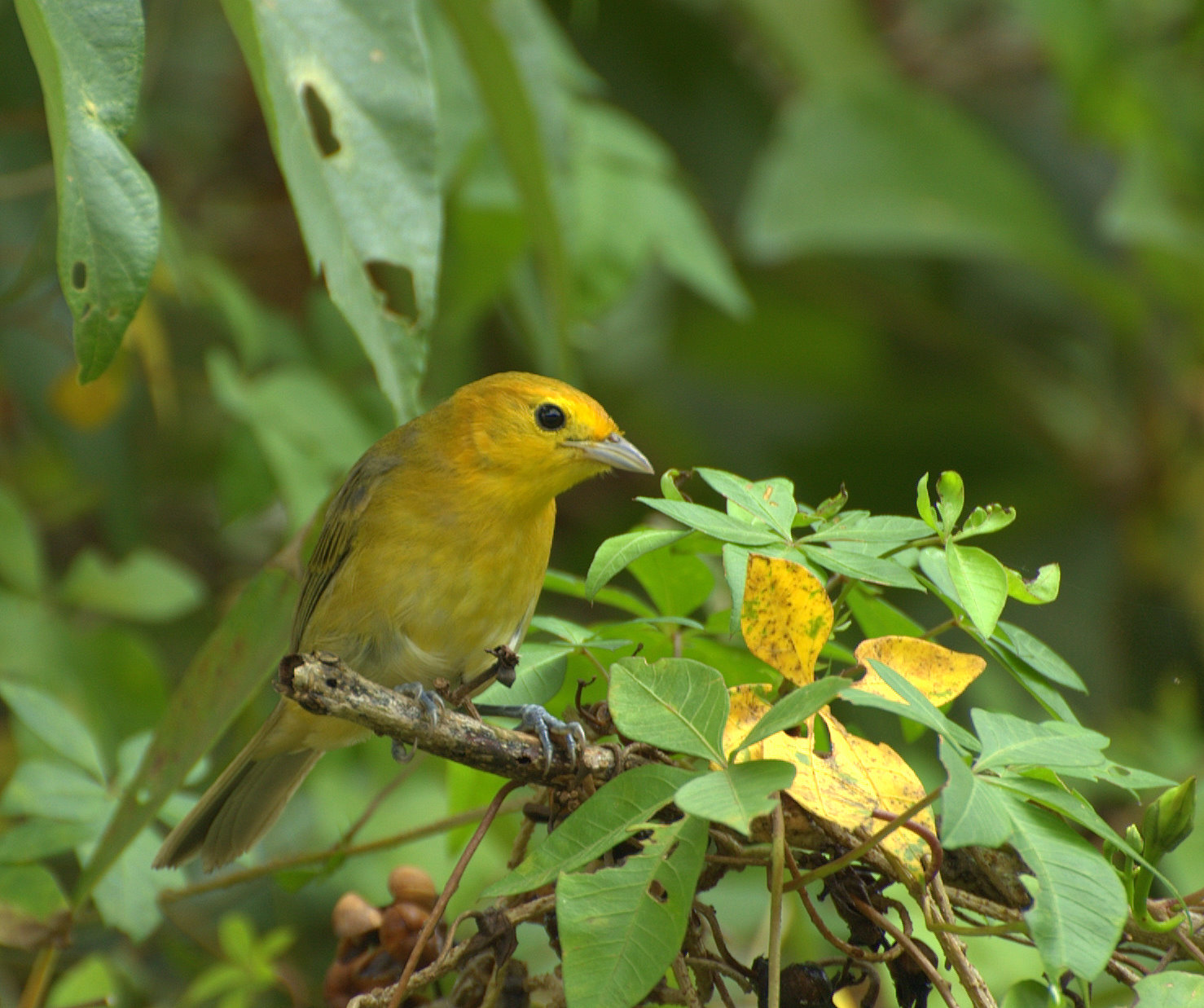
Золотоголовий каптурник

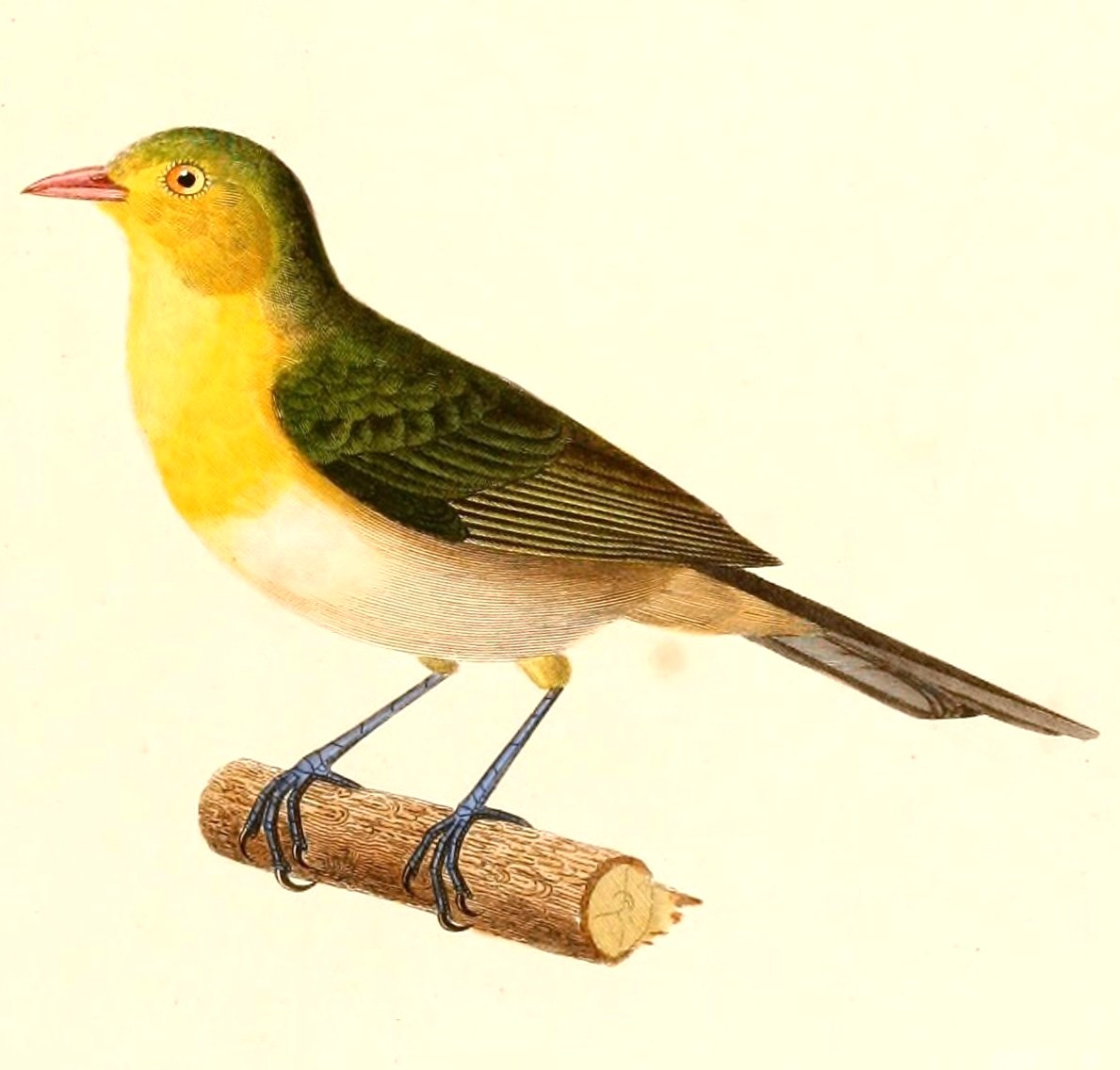
Золотоголовий каптурник

Довжина птаха становить 13 см, вага 14—19 г. Верхня частина тіла піщано-сіра, нижня частина тіла охриста або охристо-коричнева, нижня частина грудей, живіт і гузка білуваті. Обличчя і горло жовті, тім'я і скроні рудувато-оранжеві. Покривні пера крил темні, махові пера темні з сірими краями. Дзьоб темний, очі темно-карі, лапи сірі. У самиць верхня частина тіла тьмяніша, ніж у самців, голова, обличчя і горло тьмяно-жовті. У молодих птахів забарвлення ще тьмяніше, верхня частина тіла сірувато-оливкова, нижня частина тіла світла.

## Підвиди
Виділяють три підвиди:
- T. s. orinocensis Friedmann, 1942 — долина річки Ориноко в центральній Венесуелі;
- T. s. chrysopis (Sclater, PL & Salvin, 1880)[5] — крайній південь Колумбії, схід Еквадору і Перу, захід Бразилії;
- T. s. sordida (d'Orbigny & Lafresnaye, 1837) — південна і центральна Бразилія, східна Болівія, Парагвай і північна Аргентина.

## Поширення і екологія
Золотоголові каптурники мешкають у Венесуелі, Колумбії, Еквадорі, Перу, Болівії, Аргентині і Парагваї. Вони живуть у вологих рівнинних тропічних лісах і рідколіссях, галерейних лісах, у чагарникових заростях і саванах серрадо. Зустрічаються зграйками по 3—4 птахи, переважно на висоті до 800 м над рівнем моря. Іноді приєднуються до змішаних зграй птахів. Живляться комахами, зокрема кониками, жуками і мухами, іншими комахами, яких воли ловлять серед рослинності, а також плодами й насінням. Гніздо чашоподібне. В кладці 2 блакитнуватих яйця, поцяткованих коричневими плямками. Золотоголові каптурники іноді стають жертвами гніздового паразитизму синіх вашерів.